# MSN 뮤직
MSN 뮤직(영어: MSN Music)은 MSN의 웹 서비스 중의 하나로, 음악에 관한 뉴스, 뮤직 비디오, 새로운 음악 관련 소식, 음악가의 새로운 소식이나 라이브 공연 등을 올린다. 2004년부터 2008년까지는 디지털로 뮤직 스토어를 운영하기도 하였다.

## 역사
2004년, 마이크로소프트는 MSN 뮤직 다운로드 스토어를 애플의 아이튠즈 뮤직 스토어에 대응하기 위해 만들었으나, 매출은 미미하였다. 스토어에서는 마이크로소프트의 윈도우 미디어 플레이어 응용 프로그램과 윈도우 미디어 형식 파일(보호된 .wma 파일)을 사용하였다.
원래는 150만 곡으로 시작하였으나, 판매 부진 및 마이크로소프트의 실질적 지원 부족으로 인하여 110만 곡으로 그 수가 줄었다.
MSN 뮤직 스토어는 마이크로소프트가 생산하는 미디어기기 준과 호환이 되지 않았다. 2006년 11월 14일부터 MSN 뮤직은 음악 판매를 중단하였으며, 사람들은 준이나 리얼 랩소디 웹사이트로 이동시켰다.
2000년 9월 13일 마이크로소프트는 몽고 뮤직을 인수, 합병하였다.
2008년 이후부터는 MSN의 음악 섹션은 음악 블로그나 사진 갤러이와 같은 컨텐츠가 올라오고 있으며, MSN 뮤직이라는 이름으로 지속적으로 언급되고 있다.

## 다른 국가
MSN 음악 다운로드는 미국에서 불가능하나, DRM이 보호되는 MSN 음악 다운로드는 MSN UK를 통하여 영국에서 여전히 사용이 가능하며, 노키아에서는 윈도우 미디어 플레이어를 통해도 사용할 수 있었다.